# Сабатло
Сабатло (груз. საბათლო, арм. Սաբաթլո, бывшее Цители-Сабатло) — село в Грузии. Находится в Дедоплисцкаройском муниципалитете края Кахетия. Село расположено в Алазанской долине, на правом берегу реки Алазани. Высота над уровнем моря — 210 метров. Село находится неподалёку от государственной границы между Грузией и Азербайджаном. Расстояние до Дедоплис-Цкаро — 70 км. В селе имеется средняя школа.
По результатам переписи 2014 года в селе проживало 391 человек, из них большинство армяне (74,7%), также грузины (20,5%) и азербайджанцы (4,6%). Основной источник доходов населения — сельское хозяйство (виноградники и бахчевые).
Сабатло относится к Хорнабуджской и Эретской епархии Грузинской православной церкви.

## История
В течение 1918-20 годов, в ходе военных действий между армянами и азербайджанцами большинство армян Арешского уезда оставила свои дома и бежала в Армению и Грузию. В последней большая часть беженцев осела в 1922 году на правом берегу реки Алазани. Поселение было названо в честь одной из их родных деревень - Сабатло, затем переименованной в Красное Сабатло (Цители-Сабатло).